# Mwene-Ditu
Mwene-Ditu is een stad in het zuiden van de Democratische Republiek Congo. De stad telde in 2012 zo'n 195.000 inwoners en ligt in de provincie Oost-Kasaï op een hoogte van 910 m. Mwene-Ditu is een verkeersknooppunt voor weg- en spoorverkeer en ligt zo'n 100 km ten zuiden van Mbuji-Mayi. Naast een station is er ook een luchthaven met een grasstrip van 1.100 m.
Mwene-Ditu werd tot stad gepromoveerd in 2003. De stad kende een grote groei in 1992 door de relocatie van grote groepen gevluchte Kasaï uit Katanga. Sinds 2011 heeft de stad een universiteit.